# ادوارد هیت
سر ادوارد ریچارد جرج هیت (به انگلیسی: Sir Edward Richard George Heath)؛ ۹ ژوئیه ۱۹۱۶ – ۱۷ ژوئیه ۲۰۰۵) سیاستمدار بریتانیایی از حزب محافظه کار (بریتانیا) و نخست‌وزیر این کشور از ۱۹۷۰ تا فوریه ۱۹۷۴ و همچنین رهبر حزب محافظه کار بین سال‌های ۱۹۶۵ تا ۱۹۷۵ بود.

در کنت (انگلستان) به دنیا آمد. در دانشگاه آکسفورد تحصیل کرد همچنین در جنگ جهانی دوم به عنوان سرهنگ توپخانه سلطنتی خدمت کرد و چهار نشان نظامی دریافت کرد. برای اولین بار به عنوان نماینده بکسلی در ۱۹۵۰ وارد مجلس شد. در ۱۹۵۹ در دولت هارولد مک‌میلان وزیر کار شد. در ۱۹۶۵ برنده انتخابات درون حزبی محافظه کاران شد.

با برنده شدن در انتخابات عمومی ۱۹۷۰ نخست‌وزیر شد و تا چهار سال بعد در این پست باقی‌ماند. بعد از او هارولد ویلسون برای بار دوم نخست‌وزیر شد. او از ۱۹۹۲ تا ۲۰۰۱ پدر مجلس شناخته می‌شد.
هیت در ۱۷ ژوئیه ۲۰۰۵ در سن ۸۹ سالگی درگذشت.

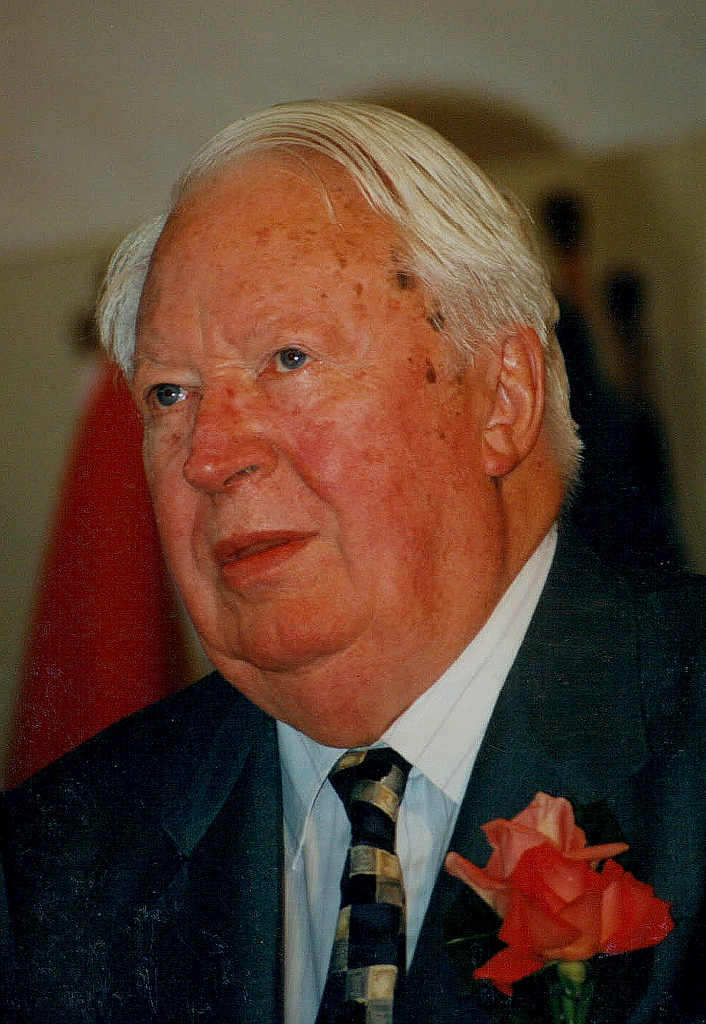
در سال ۱۹۹۵